# Mechtelt van Lichtenberg
Mechtelt van Lichtenberg (vagy más forrásokban Mechtelt toe Boecop), (Utrecht, 1520 – Kampen, 1598) 16. századi holland festő. A korszak kevés észak-hollandiai festőnőjének egyike, akinek neve ismert.

## Családja
Utrechtben született Gerrit Lichtenberg és Cornelia de Vooght van Rijnevelt gyermekeként. 1546 és 1549 közötti ismeretlen időpontban házasságot kötött Egbert Boecop kampeni egyházgondnokkal. Egy fiuk és öt lányuk született a házasságból; két gyermekük (Margaretha toe Boecop és Cornelia toe Boecop) szintén elismert művészek voltak.

## Élete
Nem világos, hol tanulta a festészetet, de lehetséges, hogy Jan van Scorel tanítványa volt (munkásságán mind Scorel, mind az igazolt tanítványa, Maarten van Heemskerck hatása egyaránt megmutatkozik).
Legkorábbi ismert műve a Pieta Mária Magdolnával című, 1546-ban készült olajfestménye, amely jelenleg az utrechti Centraal Museum gyűjteményében található. A kampeni Stedelijk Museum rendelkezik további műveivel, köztük a Pásztorok imádata (1572) és az Utolsó vacsora (1574) című nagyméretű festményével. Ezeken kívül csak kevés műve maradt fent.

## Fordítás
- Ez a szócikk részben vagy egészben  a   Mechtelt van Lichtenberg című angol Wikipédia-szócikk fordításán alapul.  Az eredeti cikk szerkesztőit annak laptörténete sorolja fel. Ez a jelzés csupán a megfogalmazás eredetét és a szerzői jogokat jelzi, nem szolgál a cikkben szereplő információk forrásmegjelöléseként.